# Tea Vikstedt-Nyman
Pour les articles homonymes, voir Nyman.
Tea Riita Vikstedt-Nyman, née le 6 juillet 1959 à Hyvinkää, est une coureuse cycliste finlandaise qui a participé à trois Jeux olympiques.

## Biographie
Tea Vikstedt-Nyman représente son pays lors de trois Jeux olympiques. Tea dispute la course en ligne aux Jeux de Séoul. Puis quatre ans plus tard, elle participe en plus de la course sur route, la poursuite individuelle. Et enfin, à 37 ans, pour ces derniers Jeux, Vikstedt-Nyman concourt dans trois épreuves, la course en ligne, le contre-la-montre individuel et la course aux points. Son meilleur résultat est une sixième place obtenue dans la dernière compétition où elle s'aligne, le contre-la-montre à Atlanta.

## Palmarès
- 1984
  -  Championne de Finlande du contre-la-montre
- 1985
  -  Championne de Finlande du contre-la-montre
- 1986
  -  Championne de Finlande sur route
  -  Championne de Finlande du contre-la-montre
- 1987
  -  Championne de Finlande du contre-la-montre
  - 2e du Tour de Thuringe féminin
- 1988
  - Tour de Thuringe féminin
- 1989
  -  Championne de Finlande du contre-la-montre
  - 3e étape du Tour de Norvège
  - Tour d'Italie
    - 3e du classement du général
    - 8e étape
- 1990
  -  Championne de Finlande sur route
- 1991
  - 6e étape et 8e étape de Women's Challenge
- 1994
  -  Championne de Finlande du contre-la-montre
  - Championnat nordique sur piste - poursuite
- 1995
  -  Championne de Finlande sur route
  - Championnat nordique sur route - course en ligne et contre-la-montre
  - Championnat nordique sur piste - poursuite et course aux points
  - 8e de La Grande Boucle féminine internationale
- 1996
  - 11e étape du Tour d'Italie
  - Championnat nordique sur piste - poursuite
  - 6e du contre-la-montre des Jeux olympiques d'Atlanta

### Résultats aux Jeux olympiques
- Séoul 1988
  - 43e de la course en ligne[1].
- Barcelone 1992
  - Septième de la poursuite individuelle (éliminée en quarts de finale)[2].
  - 25e de la course en ligne[2].
- Atlanta 1996
  - Sixième du contre-la-montre individuel[3].
  - Septième de la course aux points[4].
  - 34e de la course en ligne[5].